# Dicosmoecus atripes
Dicosmoecus atripes is een schietmot uit de familie Limnephilidae. De soort komt voor in het Nearctisch gebied.